# آوگوست ویلهلمی
آوگوست ویلهلمی (آلمانی: August Wilhelmj; تلفظ آلمانی: [vɪlˈhɛlmi]; ۲۱ سپتامبر ۱۸۴۵ – ۲۲ ژانویهٔ ۱۹۰۸) یک مدرس موسیقی و نوازندهٔ ویولن اهل آلمان بود.
آوگوست ویلهلمی در دوران کودکی استعدادِ شگرفی در نوازندگی داشت به نحوی که، هنریته زونتاگ با دیدن و شنیدنِ نوازندگی‌اش در سال ۱۸۵۲ میلادی، به او گفت «تو در آینده، پاگانینی آلمان خواهی شد.» در سال ۱۸۶۱ میلادی نیز، فرانتس لیست با دیدنِ نحوهٔ ویولن‌نوازی او، وی را به نزدِ فردیناند داویت فرستاد و در توصیه‌نامه‌ای که برایش فرستاد نوشت: «اجازه دهید پاگانینی آینده را حضورتان معرفی کنم!».
او بعدها، تئوری موسیقی و آهنگسازی را از موریتس هاوپتمن و سازبندی را از یواخیم راف فرا گرفت.
آوگوست ویلهلمی دوست صمیمیِ ریشارد واگنر و در نخستین اجرایِ حلقه نیبلونگ در جشنواره بایرویت در سال ۱۸۷۶ میلادی، سرپرستِ نوازندگانِ ویولن بود.
او از سال ۱۸۹۴ میلادی، مدرسِ موسیقی «مدرسهٔ موسیقی و تئاتر گیلدهال» بود و شاگردان زیادی را نیز تربیت کرد.